# آدم وارن (رسام بالرصاص)
آدم وارن (بالإنجليزية: Adam Warren)‏ هو رسام بالرصاص أمريكي، ولد في 1967 في نيوهامبشير في الولايات المتحدة.

## وصلات خارجية
- آدم وارن على موقع ميوزك برينز (الإنجليزية)